# Asociación Cooperativa Bautista
La Asociación Cooperativa Bautista (en inglés: Cooperative Baptist Fellowship) es una asociación cristiana evangélica de iglesias bautistas en Estados Unidos. Su sede se encuentra en Decatur (Georgia), Estados Unidos. Ella está afiliada a la Alianza Bautista Mundial.

## Historia

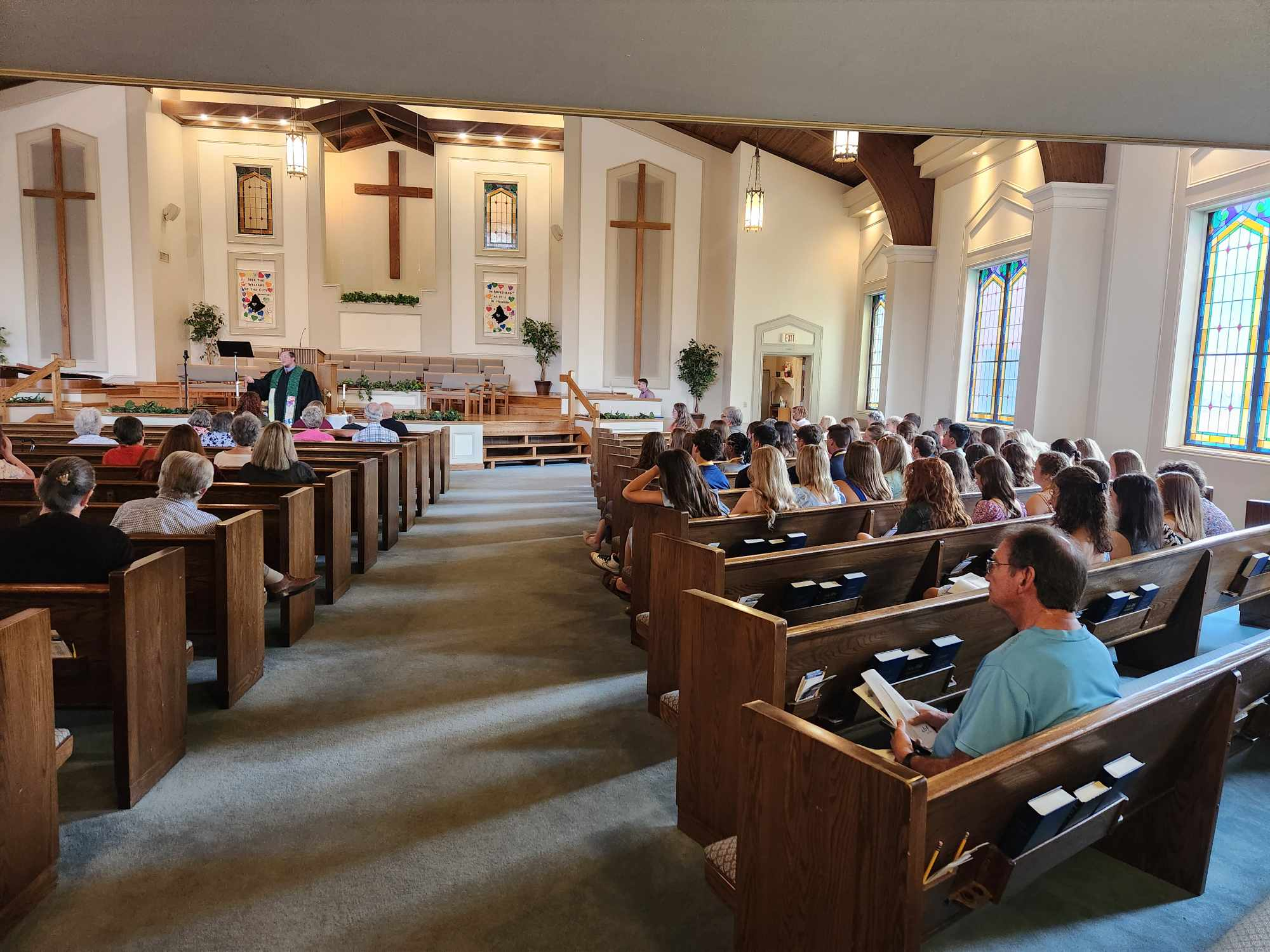
Servicio en la Primera Iglesia Bautista de Morehead (Kentucky).

La Asociación Cooperativa Bautista tiene sus orígenes en una reunión en Atlanta en 1990 de un grupo de iglesias  moderadas de la Convención Bautista del Sur en desacuerdo sobre el control de la dirección de la convención por fundamentalistas, así como la oposición al  ministerio pastoral de mujeres. Fue fundado oficialmente en 1991. En 1996, la asociación tenía 1.400 iglesias y todavía estaba afiliada a la Convención Bautista del Sur. En 1998, comenzó a ordenar capellanes. En 2002, dejó oficialmente la Convención Bautista del Sur y se convirtió en miembro de la Alianza Mundial Bautista. Según un censo de la asociación de iglesias, en 2023 dijo que tenía 1,800 iglesias y 750,000 miembros.

## Escuela
Tiene 1 instituto teológico afiliado, el Seminario Bautista de Kentucky en Lexington (Kentucky).

## Organización Misionera
La Convención tiene una organización misionera, Global Missions. 

## Programas sociales
Tiene una organización humanitaria, Disaster Response. 

## Controversias
En 2018, la Convención Bautista de Kentucky (Convención Bautista del Sur) procedió a las excomuniónes de iglesias que tenían una afiliación dual con Cooperative Baptist Fellowship, debido a una relajación que permitía la contratación de personal LGBT no ejecutivo.